# Sankt Antönien
Sankt Antönien es una comuna suiza del cantón de los Grisones, ubicada en el distrito de Prettigovia/Davos, círculo de Luzein. Limita al norte con la comuna de Tschagguns (AT-8), al este con Sankt Gallenkirch (AT-8), al sur con Saas im Prättigau y Küblis, y al oeste con Luzein y Schiers.

## Historia
La comuna de Sankt Antönien fue creada en 1979 de la fusión de las comunas de Sankt Antönien Castels y Sankt Antönien Rüti. El 1 de enero de 2007 la comuna de Sankt Antönien Ascharina fue incorporada en el territorio comunal luego de una votación llevada a cabo el 23 de febrero de 2006 y aceptada por la mayoría de las dos comunas.